# 自然放射能
自然放射能（しぜんほうしゃのう）とは、天然に存在する放射性核種のことである。

## 概要
崩壊系列をなすトリウム系列、ウラン系列、アクチニウム系列の最初の核種である232Th、238U、235Uおよび系列は成さないものの寿命の長い核種である40K、87Rb、147Sm、176Lu、187Reなどの自然放射性核種を、一次放射性核種という。
これらの一次放射性核種の崩壊によって生じる（これらに比べれば）短寿命の娘核種を、二次放射性核種という。永続平衡の法則により、半減期が親核種に比べて十分短いため、これらの核種は親核種の存在比率に比べて極めて少ない。放射平衡も参照のこと。
また、宇宙線などの影響による自然界の核反応によって常時生成されているトリチウム、炭素14、ネプツニウム237といった核種をいう。特に炭素14は生成と崩壊が平衡しており、地球上に存在する量が一定と考えられているため、昔の生物や人工物などの年代測定に応用される。詳細は放射性炭素年代測定を参照のこと。
さらに、超新星爆発による元素の生成時につくられ、長時間自然界に存在したが、寿命が十分長くなかったため現在では自然界から（ほとんど全て）消滅した核種を消滅放射性核種という。これらの核種の寿命が地球上で生物が誕生するよりも十分に短かったため、生物が誕生したときにはほとんど消滅しており、そのため生物が強い放射能の環境下で暮らす機会がなく、結果的に生物が自然放射線レベルの放射能には十分耐性を持っているものの、自然放射線レベルに比して十分に強い放射能に余り耐性を有しなくなったと考えられている。